# Bahnstrecke Cottbus–Forst (Lausitz)
| |                        |                                                 |                                                 |
| Streckennummer (DB): | 6205                   |                                                 |                                                 |
| Kursbuchstrecke (DB): | 209.46                 |                                                 |                                                 |
| Kursbuchstrecke: | 153 (1934) 177g (1946) |                                                 |                                                 |
| Streckenlänge: | 24,3 km                |                                                 |                                                 |
| Spurweite: | 1435 mm (Normalspur)   |                                                 |                                                 |
| |                        |                                                 |                                                 |
| \| \| \| von Halle (Saale) \| \| \| \| \| von Berlin \| \| \| \| \| von Großenhain \| \| \| \| −0,6 \| Cottbus Hbf \| 75 m \| \| \| \| nach Frankfurt (Oder) und nach Guben \| \| \| \| \| nach Görlitz \| \| \| \| \| Spree \| \| \| \| 2,1 \| Cottbus-Sandow \| Cottbus-Sandow \| \| \| 2,5 \| Cottbus Heizkraftwerk \| Cottbus Heizkraftwerk \| \| \| 13,8 \| Klinge \| 84 m \| \| \| \| von und nach Guben \| \| \| \| 22,0 \| Forst (Lausitz) \| 77 m \| \| \| \| Anschluss, ehem. nach Weißwasser \| \| \| \| 23,7 \| Lausitzer Neiße; Staatsgrenze Deutschland–Polen \| Lausitzer Neiße; Staatsgrenze Deutschland–Polen \| \| \| \| nach Łódź Kaliska \| \| |                        |                                                 |                                                 |
| Strecke |                        | von Halle (Saale)                               | von Halle (Saale)                               |
| Abzweig geradeaus und von links |                        | von Berlin                                      | von Berlin                                      |
| Abzweig geradeaus und von rechts |                        | von Großenhain                                  | von Großenhain                                  |
| Bahnhof | −0,6                   | Cottbus Hbf                                     | 75 m                                            |
| Abzweig geradeaus und nach links |                        | nach Frankfurt (Oder) und nach Guben            | nach Frankfurt (Oder) und nach Guben            |
| Abzweig geradeaus und nach rechts |                        | nach Görlitz                                    | nach Görlitz                                    |
| Brücke über Wasserlauf |                        | Spree                                           | Spree                                           |
| Haltepunkt / Haltestelle | 2,1                    | Cottbus-Sandow                                  | Cottbus-Sandow                                  |
| Dienststation / Betriebs- oder Güterbahnhof | 2,5                    | Cottbus Heizkraftwerk                           | Cottbus Heizkraftwerk                           |
| Bahnhof | 13,8                   | Klinge                                          | 84 m                                            |
| Abzweig geradeaus, ehemals nach links und ehemals von links |                        | von und nach Guben                              | von und nach Guben                              |
| Bahnhof | 22,0                   | Forst (Lausitz)                                 | 77 m                                            |
| Abzweig geradeaus und nach rechts |                        | Anschluss, ehem. nach Weißwasser                | Anschluss, ehem. nach Weißwasser                |
| Grenze auf Brücke über Wasserlauf | 23,7                   | Lausitzer Neiße; Staatsgrenze Deutschland–Polen | Lausitzer Neiße; Staatsgrenze Deutschland–Polen |
| Strecke |                        | nach Łódź Kaliska                               | nach Łódź Kaliska                               |

Die Bahnstrecke Cottbus–Forst (Lausitz) ist eine Hauptbahn in Deutschland. Sie verbindet die südbrandenburgische Stadt Cottbus mit der Grenze zur polnischen Woiwodschaft Lebus.

## Geschichte
Die ca. 23 Kilometer lange Strecke Cottbus–Forst wurde am 1. März 1872 von der Halle-Sorau-Gubener Eisenbahn-Gesellschaft in Betrieb genommen. Sie wurde am 30. Juni im gleichen Jahr bis Sorau verlängert. Bereits fünf Jahre später wurde die Strecke Cottbus–Sorau am 1. Januar 1877 von den Preußischen Staatsbahnen übernommen.
Nach dem Zweiten Weltkrieg wurden das Gebiet östlich der Neiße Polen zugeschlagen und der Bahnhof Forst (Lausitz) zum Grenzbahnhof. Das ursprünglich vorhandene zweite Gleis wurde von der Sowjetunion demontiert. Der nunmehr in Polen gelegene Abschnitt der früheren Strecke Cottbus–Sorau ging in der Bahnstrecke Łódź–Tuplice auf.
Zwischen Cottbus und der Station Forst (Lausitz) verkehrt die Regionalbahn-Linie RB46. Sie wurde bis zum Dezember 2008 von DB Regio befahren, seitdem durch die Ostdeutsche Eisenbahn Gesellschaft mbH (ODEG). Von der Übernahme durch die ODEG bis zur VBB-weiten Vereinheitlichung der Liniennummern hatte die RB46 die Bezeichnung OE46.
Zwischen Forst und dem polnischen Żary verkehrt zweimal täglich die Linie RB93 der Polnischen Staatsbahnen. Zusätzlich fuhr bis Dezember 2014 einmal täglich ein Eurocity-Zugpaar zwischen Hamburg und Kraków mit Halt in Cottbus, Forst und Żary.
Im Juli 2012 hatten sich Vertreter der deutschen und polnischen Verkehrsministerien darauf geeinigt, die Strecke ab 2014 zu elektrifizieren. Es war geplant, nach Abschluss der Bauarbeiten täglich sechs Eurocity-Züge zwischen Berlin und Südpolen, unter anderem über Cottbus und Breslau, verkehren zu lassen. Eine Elektrifizierung der Strecke war jedoch nicht abzusehen. Im Bundesverkehrswegeplan 2030 ist dieses Vorhaben als potenzieller Bedarf gekennzeichnet.
2020 wurde festgelegt, dass die Elektrifizierung sowie der Ausbau von derzeit 120 km/h auf künftig 160 km/h nun über das Kohleausstiegs-Maßnahmenpaket der Bundesregierung realisiert werden soll.
Im Mai 2016 wurde der am Wochenende verkehrende Kulturzug von Berlin nach Breslau eingeführt, der diese Bahnstrecke nutze. Anlass für die Einrichtung dieser Verbindung war, dass die schlesische Metropole 2016 Kulturhauptstadt Europas war. Seit 2023 fährt der Kulturzug nicht mehr über diese Strecke, sondern über Weißwasser.